# لياندرو دوس سانتوس
لياندرو دوس سانتوس (29 أكتوبر 1986 بالبرازيل - ) هو لاعب كرة قدم برازيلي في مركز الهجوم. لعب مع نادي سلاغور وLuverdense Esporte Clube ‏ ونادي باثوم يونايتد وArmy United F.C. ‏ وPolice United F.C. ‏ وCacerense Esporte Clube ‏ وTerengganu F.C. II ‏.

## وصلات خارجية
- لياندرو دوس سانتوس على موقع قاعدة بيانات كرة القدم.إي يو (الإنجليزية)
- لياندرو دوس سانتوس على موقع قاعدة بيانات كرة القدم.إي يو (الإنجليزية)
- لياندرو دوس سانتوس على موقع Soccerway.com (الإنجليزية)